# Langley (Northumberland)
Langley – wieś w Anglii, w hrabstwie Northumberland. Leży 43 km na zachód od miasta Newcastle upon Tyne i 408 km na północ od Londynu.